# Französische Eishockeymeisterschaft 1911/12
Die Saison 1911/12 war die dritte Spielzeit der französischen Meisterschaft, der höchsten französischen Eishockeyspielklasse. Meister wurde zum insgesamt zweiten Mal in der Vereinsgeschichte der Club des Patineurs de Paris.

## Meisterschaftsfinale
- Chamonix Hockey Club – Club des Patineurs de Paris 1:9 (1:4, 0:5)

### Meistermannschaft
Die Mannschaft des Club des Patineurs de Paris bestand aus den Spielern Maurice del Valle, Raymond Mézières (Kapitän), Lucien Trugard, Henry Masson, Alfred de Rauch und René le Grain.